# Ándros Kyprianoú
Ándros Kyprianoú (grec moderne : Άντρος Κυπριανού; né le 26 octobre 1955) est un homme politique chypriote. Il a été élu secrétaire général du comité central du Parti progressiste des travailleurs le 21 janvier 2009, et réélu lors du 21e congrès de ce parti en novembre 2010.

## Vie privée
Ándros Kyprianoú, né à Strovolos, proche de Nicosie, est le plus jeune enfant d'une fratrie de quatre enfants. Il est diplômé en génie civil de l'Institut de haute technologie de Chypre en 1976. Il a un frère et deux sœurs. Il est marié à Sophía Podína et ils ont deux enfants, Evi et Dimítris.
Ándros Kyprianoú est également un joueur de badminton. Il a notamment remporté le tournoi international de badminton de Chypre en 1988. Il s'agissait d'un double mixte avec l'Écossaise Christine Heatly.